# Lutas nos Jogos Olímpicos de Verão de 2024 - Livre até 65 kg masculino
A categoria livre até 65 kg masculino das lutas nos Jogos Olímpicos de Verão de 2024 foi realizada no Grand Palais Éphémère em Paris, França, em 10 e 11 de agosto de 2024. Um total de 16 lutadores, cada um representando um Comitê Olímpico Nacional (CON), participaram do evento.

## Qualificação
Dezesseis vagas de cota estavam disponíveis, com cada CON restrito a no máximo uma vaga. Foram atribuídas cinco vagas no Campeonato Mundial de Luta de 2023, entre 16 e 24 de setembro em Belgrado, na Sérvia. Os finalistas de cada categoria nos quatro torneios de qualificação continentais (Ásia, Europa, Américas e o combinado África e Oceania) também receberam vagas de cota. O restante das vagas foi alocado no Torneio de Qualificação Olímpica de 2024, oferecendo um mínimo de três cotas.

## Calendário
Horário local (UTC+2)
| Data                 | Horário | Fase                |
| -------------------- | ------- | ------------------- |
| 10 de agosto de 2024 | 11:30   | Fases eliminatórias |
| 10 de agosto de 2024 | 18:15   | Semifinais          |
| 11 de agosto de 2024 | 11:00   | Repescagem          |
| 11 de agosto de 2024 | 19:30   | Finais              |

## Medalhistas
| Ouro   | JPN Kotaro Kiyooka                    |
| Prata  | IRI Rahman Amouzad                    |
| Bronze | PUR Sebastian Rivera ALB Islam Dudaev |

## Resultados
A competição foi realizada em dois dias até a definição dos medalhistas:
Legenda
- F — Vitória por queda.
- WO — Vitória por w.o.

### Chave principal
|  | Oitavas de final           | Oitavas de final           | Oitavas de final |  |  | Quartas de final        | Quartas de final        | Quartas de final   |    |                         | Semifinais              | Semifinais         | Semifinais |  |  | Final | Final | Final |
|  |                            |                            |                  |  |  |                         |                         |                    |    |                         |                         |                    |            |  |  |       |       |       |
|  | ARM Vazgen Tevanyan        | ARM Vazgen Tevanyan        | 11               |  |  |                         |                         |                    |    |                         |                         |                    |            |  |  |       |       |       |
|  | GEO Goderdzi Dzebisashvili | GEO Goderdzi Dzebisashvili | 0                |  |  | ARM Vazgen Tevanyan     | ARM Vazgen Tevanyan     | 5                  |    |                         |                         |                    |            |  |  |       |       |       |
|  | CUB Alejandro Valdés       | CUB Alejandro Valdés       | 0                |  |  | MGL Tömör-Ochiryn Tulga | MGL Tömör-Ochiryn Tulga | 7                  |    |                         |                         |                    |            |  |  |       |       |       |
|  | MGL Tömör-Ochiryn Tulga    | MGL Tömör-Ochiryn Tulga    | 5                |  |  |                         |                         |                    |    | MGL Tömör-Ochiryn Tulga | MGL Tömör-Ochiryn Tulga | 1                  |            |  |  |       |       |       |
|  | MDA Maxim Saculțan         | MDA Maxim Saculțan         | 0                |  |  |                         | JPN Kotaro Kiyooka      | JPN Kotaro Kiyooka | 5  |                         |                         |                    |            |  |  |       |       |       |
|  | JPN Kotaro Kiyooka         | JPN Kotaro Kiyooka         | 10               |  |  | JPN Kotaro Kiyooka      | JPN Kotaro Kiyooka      | 8                  |    |                         |                         |                    |            |  |  |       |       |       |
|  | AUS Georgii Okorokov       | AUS Georgii Okorokov       | 2                |  |  | PUR Sebastian Rivera    | PUR Sebastian Rivera    | 6                  |    |                         |                         |                    |            |  |  |       |       |       |
|  | PUR Sebastian Rivera       | PUR Sebastian Rivera       | 12               |  |  |                         |                         |                    |    |                         | JPN Kotaro Kiyooka      | JPN Kotaro Kiyooka | 10         |  |  |       |       |       |
|  | HUN Ismail Musukaev        | HUN Ismail Musukaev        | 11               |  |  |                         | IRI Rahman Amouzad      | IRI Rahman Amouzad | 3  |                         |                         |                    |            |  |  |       |       |       |
|  | KGZ Ernazar Akmataliev     | KGZ Ernazar Akmataliev     | 0                |  |  | HUN Ismail Musukaev     | HUN Ismail Musukaev     | 10                 |    |                         |                         |                    |            |  |  |       |       |       |
|  | MEX Austin Gomez           | MEX Austin Gomez           | 0                |  |  | AZE Haji Aliyev         | AZE Haji Aliyev         | 3                  |    |                         |                         |                    |            |  |  |       |       |       |
|  | AZE Haji Aliyev            | AZE Haji Aliyev            | 7                |  |  |                         |                         |                    |    | HUN Ismail Musukaev     | HUN Ismail Musukaev     | 0                  |            |  |  |       |       |       |
|  | ALB Islam Dudaev           | ALB Islam Dudaev           | 10               |  |  |                         | IRI Rahman Amouzad      | IRI Rahman Amouzad | 10 |                         |                         |                    |            |  |  |       |       |       |
|  | SAM Gaku Akazawa           | SAM Gaku Akazawa           | 0                |  |  | ALB Islam Dudaev        | ALB Islam Dudaev        | 0                  |    |                         |                         |                    |            |  |  |       |       |       |
|  | USA Zain Retherford        | USA Zain Retherford        | 0                |  |  | IRI Rahman Amouzad      | IRI Rahman Amouzad      | 11                 |    |                         |                         |                    |            |  |  |       |       |       |
|  | IRI Rahman Amouzad         | IRI Rahman Amouzad         | 8                |  |  |                         |                         |                    |    |                         |                         |                    |            |  |  |       |       |       |

### Repescagem
|  | Repescagem           | Repescagem           | Repescagem |  | Disputa pelo bronze     | Disputa pelo bronze     | Disputa pelo bronze |  |  |  |  |
|  |                      |                      |            |  |                         |                         |                     |  |  |  |  |
|  | MDA Maxim Saculțan   | MDA Maxim Saculțan   | 4          |  | PUR Sebastian Rivera    | PUR Sebastian Rivera    | 10                  |  |  |  |  |
|  | PUR Sebastian Rivera | PUR Sebastian Rivera | 15         |  | MGL Tömör-Ochiryn Tulga | MGL Tömör-Ochiryn Tulga | 9                   |  |  |  |  |
|  |                      |                      |            |  |                         |                         |                     |  |  |  |  |
|  | USA Zain Retherford  | USA Zain Retherford  |            |  | ALB Islam Dudaev        | ALB Islam Dudaev        | 13                  |  |  |  |  |
|  | ALB Islam Dudaev     | ALB Islam Dudaev     | WO         |  | HUN Ismail Musukaev     | HUN Ismail Musukaev     | 12                  |  |  |  |  |